# Sonoluminescence
La sonoluminescence est le phénomène par lequel des photons sont émis par des bulles de gaz dont on fait varier le diamètre grâce à des ultrasons.

## Historique
L'effet est découvert à l'université de Cologne en 1934 par H. Frenzel et H. Schultes, lors d'une expérience portant sur le sonar. Les premières expériences sur le sujet remontent à 1917, quand la Royal Navy britannique demande au physicien Lord Rayleigh de comprendre pourquoi les hélices des navires subissent des dommages inexpliqués.
En 1989, D. Felipe Gaitan et Lawrence Crum arrivent à produire une bulle sonoluminescente unique.
En 2005, l'expérience de D. Flannigan, mettant en jeu une bulle d'argon immergée dans de l'acide sulfurique a permis de mesurer la température atteinte au cœur de la bulle.

## Explications
L'explication théorique de ce phénomène reste aujourd'hui sujet d'étude. Les calculs réalisés depuis la découverte du phénomène semblent indiquer que malgré les conditions de température et de pression passablement inhabituelles au cœur de la bulle lors de son effondrement (la petite onde de choc échauffe fortement le gaz contenu dans la bulle), la production de lumière ne devrait pas intervenir.

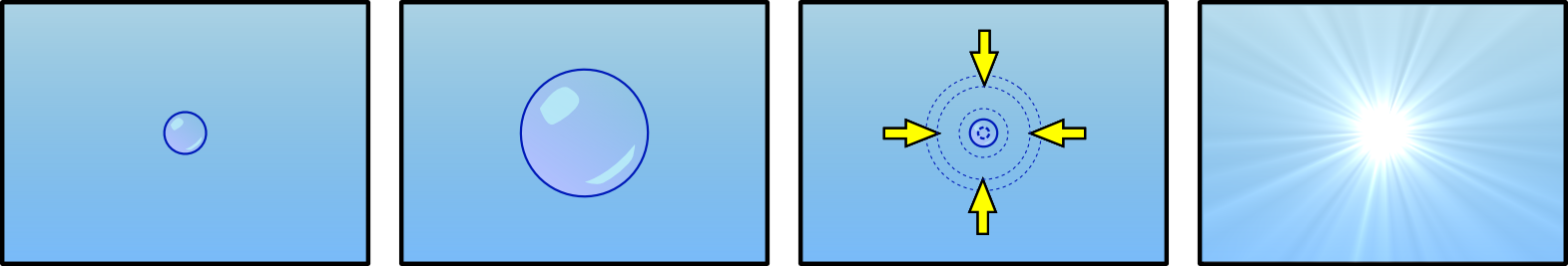
De gauche à droite : apparition de la bulle, expansion lente de son enveloppe, contraction rapide et émission de lumière

On ne sait pas dire aujourd'hui si cet écart entre théorie et observation tient aux imprécisions des modèles connus quand on les porte à des conditions extrêmes comme celles de la sonoluminescence ou si un phénomène qui n'a pas été envisagé jusque-là est à l'œuvre.
En 2002, le physicien américain Rusi Taleyarkhan (en) envisageait une réaction de fusion nucléaire (voir fusion froide), déclenchée par l'onde de choc, mais ces résultats n'ayant pas pu être reproduits, ils restent très critiqués par la communauté scientifique.
L'expérience de D. Flannigan a permis de démontrer que la température au cœur de la bulle atteint 20 000 kelvins, soit l'équivalent de la température à la surface d'une étoile. La bulle d'argon est, par ailleurs, trois mille fois plus luminescente qu'une bulle produite dans de l'eau. On a également découvert de l'oxygène ionisé en surface de la bulle. L'hypothèse de la présence d'un plasma au cœur de la bulle expliquerait cette ionisation.
D'après les expériences des chercheurs américains Rusi Taleyarkhan et Richard Lahey, il semble que la température au centre des bulles puisse atteindre 10 millions de degrés. Ils auraient enregistré l'émission de neutrons à 2.5 MeV et décelé la présence de tritium après la réaction.

## Propriétés
La sonoluminescence peut arriver ou non quand une onde sonore d'intensité suffisante fait se contracter rapidement une cavité gazeuse présente dans un liquide. Cette cavité peut prendre la forme d'une bulle ; elle peut être générée au cours d'un processus nommé cavitation. La sonoluminescence en laboratoire peut être rendue stable: une unique bulle s'étend puis se contracte continuellement de manière périodique, en émettant un éclair lumineux à chaque contraction. Pour cela, une onde sonore est émise dans un liquide, et la pression de la bulle dépendra de cette onde. Les fréquences de résonance dépendent de la taille et de la forme du récipient dans lequel la bulle est contenue.
Quelques informations sur la sonoluminescence :
- Les flash lumineux émis par les bulles sont extrêmement courts, entre 35 et quelques centaines de picosecondes, avec des pics d'intensités de l'ordre de 1 mW à 10 mW.
- Hiller (1992) a montré que le spectre de la lumière émise par la Single Bubble SonoLuminescence ("SBSL", expérience décrite en 1989 par D. F. Gaitan) est continu, ce qui mène à la piste qu'un plasma est créé.
- Les bulles sont très petites quand elles émettent la lumière, autour du micromètre de diamètre. Ceci dépend du fluide ambiant (par exemple, de l'eau) et du gaz contenu dans la bulle (par exemple, de l'air).
- La sonoluminescence à bulle unique peut avoir des périodes et des diamètres très stables. Cependant, l'analyse de la stabilité d'une bulle montre que la bulle est elle-même soumise à d'importantes instabilités géométriques, à cause des forces de Bjerknes et des instabilités de Rayleigh-Plesset (en).
- En ajoutant une petite quantité d'un gaz noble (comme l'hélium, l'argon, ou le xénon) au gaz de la bulle, on peut augmenter l'intensité de la lumière émise.

La longueur d'onde de la lumière émise peut être très courte, par exemple le spectre de la SBSL (Single Bubble SonoLuminescence) atteint l'ultraviolet. Les lois de la physique montrent que plus la longueur d'onde de la lumière est faible, plus son énergie est élevée. La mesure du spectre de la lumière laisse présumer une température dans la bulle d'au moins 20 000 kelvin et jusqu'à une température dépassant le mégakelvin. La véracité de ces estimations est remise en question par le fait que l'eau, par exemple, absorbe à peu près toutes les ondes en dessous de 200 nm. Ceci a mené à diverses estimations de la température de la bulle, car elle peut être extrapolée depuis le spectre d'émission obtenu durant la contraction, ou estimée en utilisant l'équation de Rayleigh-Plesset (voir après). Certaines estimations portent l'intérieur de la bulle à un gigakelvin. Ces estimations sont basées sur des modèles qui ne peuvent pas être vérifiés aujourd'hui.

## Mécanique
Le mouvement de la bulle est décrit, en première approximation, par l'équation de Rayleigh-Plesset :
{\displaystyle R{\ddot {R}}+{\frac {3}{2}}{\dot {R}}^{2}={\frac {1}{\rho }}\left(P_{\infty }(t)-P_{0}(t)-4\eta {\frac {\dot {R}}{R}}-{\frac {2\gamma }{R}}\right).}
Cette approximation découle des équations de Navier-Stokes et décrit le comportement d'une bulle de rayon {\displaystyle R} en fonction du temps {\displaystyle t} ; le facteur {\displaystyle \eta } est la viscosité, {\displaystyle P_{\infty }(t)} la pression externe au voisinage immédiat de la bulle, {\displaystyle P_{0}(t)} la pression interne de la bulle et {\displaystyle \gamma } la tension de surface.

## Biologique
La crevette pistolet peut produire un type de sonoluminescence par l'effondrement d'une bulle provoquée par le claquement rapide d'une griffe spécialisée. L'animal peut alors créer une bulle de cavitation acoustique qui génère des pressions allant jusqu'à 80 kPa à une distance de 4 cm et d'une température centrale de 5 000 K. La vitesse de déplacement de la bulle peut atteindre près de 100 km/h et libère un son atteignant jusqu'à 218 décibels. Cette pression est assez forte pour tuer des petits poissons. La lumière produite est de plus faible intensité que la lumière produite par sonoluminescence typique et n'est pas visible à l'œil nu. Cet effet biologique découvert en 2001 a été surnommé « shrimpoluminescence ».

## Culture
- Dans le film Poursuite sorti en 1996, un savant parvient à utiliser la sonoluminescence pour déclencher une fusion nucléaire contrôlée.